# Vattenfall Cyclassics 2015

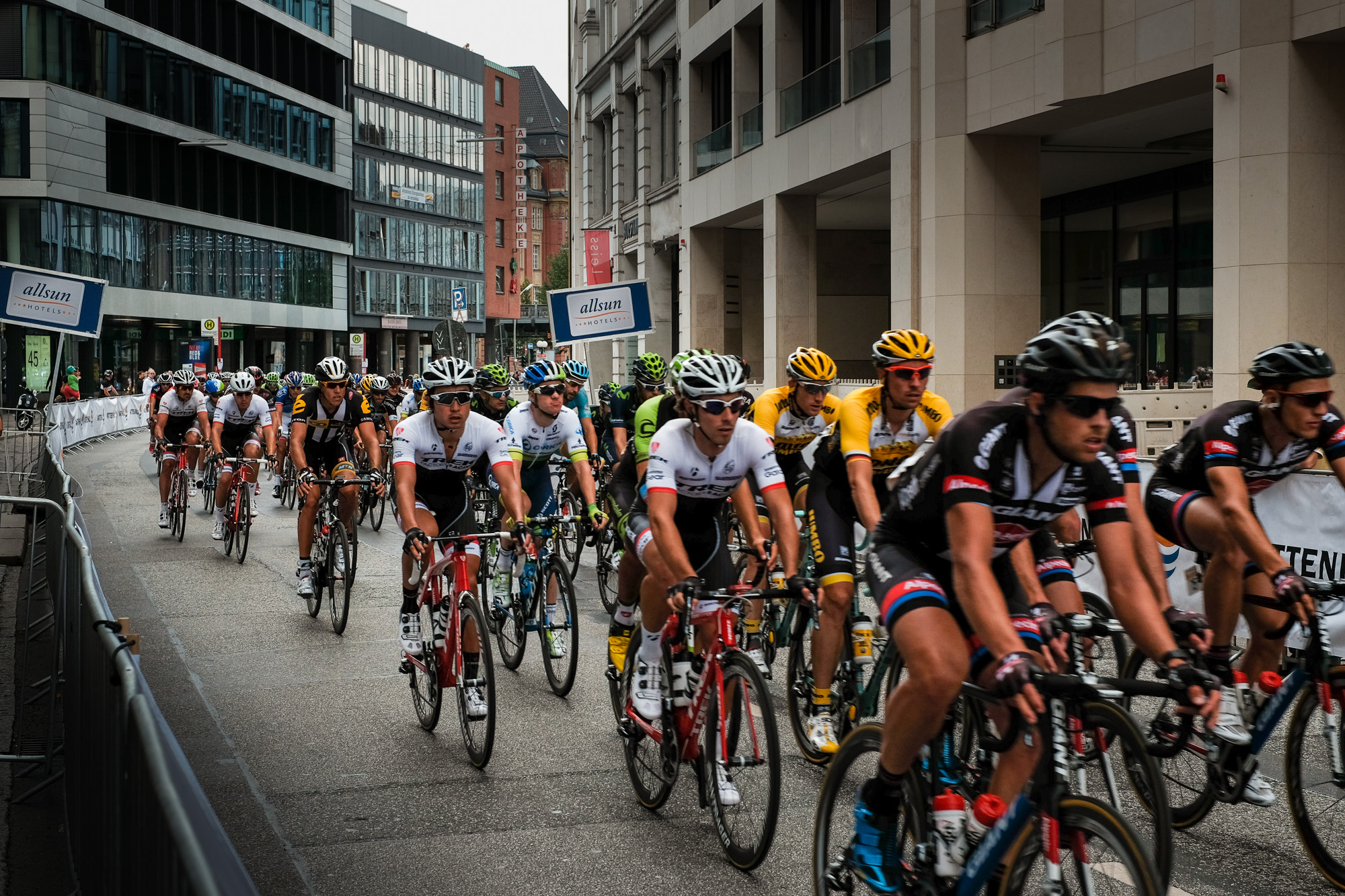
Imatge del pilot durant la cursa.

La Vattenfall Cyclassics 2015 va ser la 20a edició de la cursa ciclista Vattenfall Cyclassics. Es va disputar el diumenge 23 d'agost de 2015 en un recorregut de 221 km, amb origen i final a Hamburg.
La victòria fou per l'alemany André Greipel (Lotto Soudal), que s'imposà a l'esprint al noruec Alexander Kristoff (Team Katusha), vencedor l'any anterior, i a l'italià Giacomo Nizzolo (Trek Factory Racing).

## Equips participants
En la cursa hi prenen part 19 equips de 8 ciclistes cadascun, els 17 World Tour i 3 equip continental professional:
| Núm.  | Codi | Equip                 |
| ----- | ---- | --------------------- |
| 1-8   | KAT  | Team Katusha          |
| 11-18 | TGA  | Team Giant-Alpecin    |
| 21-28 | LTS  | Lotto Soudal          |
| 31-38 | SKY  | Team Sky              |
| 41-48 | MOV  | Movistar Team         |
| 51-58 | EQS  | Etixx-Quick Step      |
| 61-68 | TCS  | Team Tinkoff-Saxo     |
| 71-78 | AST  | Astana Qazaqstan Team |
| 81-88 | BMC  | BMC Racing Team       |
| 91-98 | OGE  | Orica-GreenEDGE       |

| Núm.    | Codi | Equip               |
| ------- | ---- | ------------------- |
| 101-108 | ALM  | AG2R La Mondiale    |
| 111-118 | LAM  | Lampre-Merida       |
| 121-128 | TFR  | Trek Factory Racing |
| 131-138 | FDJ  | FDJ                 |
| 141-148 | TCG  | Cannondale-Garmin   |
| 151-158 | TLJ  | Team LottoNL-Jumbo  |
| 161-168 | IAM  | IAM Cycling         |
| 171-178 | CLT  | Cult Energy         |
| 181-188 | MTN  | MTN Qhubeka         |
| 191-198 | BOA  | Bora-Argon 18       |

## Classificació final
|    | Ciclista                 | Equip               | Temps      | Punts UCI |
| -- | ------------------------ | ------------------- | ---------- | --------- |
| 1  | André Greipel (GER)      | Lotto Soudal        | 4h 57' 05" | 80        |
| 2  | Alexander Kristoff (NOR) | Team Katusha        | m. t.      | 60        |
| 3  | Giacomo Nizzolo (ITA)    | Trek Factory Racing | m. t.      | 50        |
| 4  | Tom Boonen (BEL)         | Etixx-Quick Step    | m. t.      | 40        |
| 5  | Greg Van Avermaet (BEL)  | BMC Racing Team     | m. t.      | 30        |
| 6  | Arnaud Démare (FRA)      | FDJ                 | m. t.      | 22        |
| 7  | Matti Breschel (DEN)     | Team Tinkoff-Saxo   | m. t.      | 14        |
| 8  | Ramon Sinkeldam (NED)    | Team Giant-Alpecin  | m. t.      | 10        |
| 9  | Niccolo Bonifazio (ITA)  | Lampre-Merida       | m. t.      | 6         |
| 10 | Rasmus Guldhammer (DEN)  | Cult Energy         | m. t.      | -         |